# Scutiger maculatus
Scutiger maculatus är en groddjursart som först beskrevs av Liu 1950.  Scutiger maculatus ingår i släktet Scutiger och familjen Megophryidae. IUCN kategoriserar arten globalt som akut hotad. Inga underarter finns listade i Catalogue of Life.